# Stenbrytarna
Stenbrytarna (franska: Les Casseurs de pierres), var en oljemålning från 1849/50 av Gustave Courbet. Målningen är en naturalistisk framställning av två bönder, en ung och en äldre, i arbete i ett stenbrott. Den är ett tidigt exempel på franskt genremåleri utomhus och visades för första gången på Parissalongen år 1850.
Målningen blev förstörd under andra världskriget under de allierades flygbombningar av Dresden i februari 1945. Den var tillsammans med 153 andra målningar i en lastbil på väg till förvar i fästningen Königstein utanför Dresden. Alla målningarna gick förlorade.